# Q.E.D. (Acid Black Cherryのアルバム)
『Q.E.D』（キュー・イー・ディー）は、Janne Da Arcのボーカル・yasuのソロプロジェクト、Acid Black Cherryの2枚目のアルバム。2009年8月26日発売。

## 概要
- DVD付1には「20+∞Century Boys」から「優しい嘘」までのPV及び「別ver.」用に撮影されたムービーを収録。DVD付2には2009年3月4日に恵比寿リキッドルームで行われたライブ映像を収録。いずれにもyasuのインタビューが収録されている。通常盤には初回特典としてブックレットを封入。
- 「人は人を裁けるのか?」というコンセプトの下に製作されたアルバムで、「ブラック・マリア事件（実際の未解決事件であるブラック・ダリア事件をモチーフとした）」という架空のストーリーが展開される。先述のブックレットにはこのストーリーの解説及び追加ストーリーが収録されている。
- yasuは、「『BLACK LIST』はとても満足した作品だったので、それを越える作品にするためにはアプローチを変えなければいけなかった」と語っている。
- 作詞・作曲を全てyasu（林保徳）が担当しており、編曲もMotherを除き全てyasuが担当している[注釈 1]。
- 2025年1月27日には、Acid Black Cherryのプロデューサーである菊池真太郎が立ち上げたレーベル「LtOVES」への移籍に伴い、全曲に新ミックス・リマスタリングが施され、そして『ジグソー』は日本語版を収録した音源として再配信された[1]。

## 収録曲
| 全作詞・作曲: 林保徳。 |                                        |           |            |                     |      |
| #                      | タイトル                               | 作詞      | 作曲・編曲 | 編曲                | 時間 |
| 1.                     | 「Mother」                             | 林保徳    | 林保徳     | 林保徳 & ローズ高野 | 4:56 |
| 2.                     | 「cord name【JUSTICE】」               | 林保徳    | 林保徳     | 林保徳              | 4:31 |
| 3.                     | 「Jigsaw 〜ジグソー Q.E.D. version〜」 | 林保徳    | 林保徳     | 林保徳              | 5:23 |
| 4.                     | 「罪と罰〜神様のアリバイ〜」           | 林保徳    | 林保徳     | 林保徳              | 4:16 |
| 5.                     | 「眠り姫」                             | 林保徳    | 林保徳     | 林保徳              | 5:16 |
| 6.                     | 「チェリーチェリー」                   | 林保徳    | 林保徳     | 林保徳              | 5:07 |
| 7.                     | 「1954 LOVE/HATE」                     | 林保徳    | 林保徳     | 林保徳              | 4:27 |
| 8.                     | 「I'm not a ghost」                    | 林保徳    | 林保徳     | 林保徳              | 4:47 |
| 9.                     | 「優しい嘘」                           | 林保徳    | 林保徳     | 林保徳              | 5:13 |
| 10.                    | 「黒い太陽」                           | 林保徳    | 林保徳     | 林保徳              | 4:35 |
| 11.                    | 「Maria」                              | 林保徳    | 林保徳     | 林保徳              | 6:37 |
| 12.                    | 「20+∞Century Boys」                   | 林保徳    | 林保徳     | 林保徳              | 5:00 |
| 合計時間:              | 合計時間:                              | 合計時間: | 60:08      |                     |      |

### 曲解説
1. Mother
  - Guitar: AKIHIDE (from. BREAKERZ)、Fretless Bass: SHUSE (ex.La'cryma Christi)、Drums: MAKOTO、Keyboards & Programming: 林保徳
2. cord name【JUSTICE】
  - Guitar: YUKI (from. DUSTAR-3)、Bass: Ikuo、Drums: 菅沼孝三、Keyboards & Programming: 林保徳
3. Jigsaw 〜ジグソー Q.E.D. version〜
  - 6thシングル。
  - シングルバージョンと異なり、全て英語の歌詞で構成されている。英訳はKOTOによるもの。
  - 当初はこのバージョンが原曲だった。
4. 罪と罰〜神様のアリバイ〜
  - Guitar: YUKI、Bass: SHUSE、Drums: 淳士 (ex.SIAM SHADE)、Keyboards: kiyo (from. Janne Da Arc)
  - kiyoがAcid Black Cherryの楽曲でキーボードを担当するのは今回で3度目。
5. 眠り姫
  - 7thシングル。
  - TBS系『恋するハニカミ!』2月度エンディングテーマ。
6. チェリーチェリー
  - Voice: KOTO、Guitar: JUON (from. FUZZY CONTROL)、Bass: JOE (from. FUZZY CONTROL)、Drums: SATOKO (from. FUZZY CONTROL)、Keyboards & Programming: 林保徳
7. 1954 LOVE/HATE
  - Guitar: AKIHIDE、Bass: Ikuo、Drums: 菅沼孝三、Octave Chorus: miray、Keyboards & Programming: 林保徳
8. I'm not a ghost
  - Guitar: YUKI、Bass: Ikuo、Drums: 菅沼孝三、Keyboards & Programming: 林保徳
9. 優しい嘘
  - 8thシングル。
10. 黒い太陽
  - Guitar: YUKI、Bass: SHUSE、Drums: MAKOTO、Keyboards & Programming: 林保徳
11. Maria
  - Guitar: YUKI、Bass: Ikuo、Drums :菅沼孝三、Piano: 三柴理、Keyboards & Programming: 林保徳
12. 20+∞Century Boys
  - 5thシングル。
  - 曲が終わる直前にyasuが「Q.E.D.」と呟いている。